# Parameotica americana
Parameotica americana är en skalbaggsart som först beskrevs av Max Bernhauer 1907.  Parameotica americana ingår i släktet Parameotica och familjen kortvingar. Inga underarter finns listade i Catalogue of Life.